# Consorti dei sovrani di León
Questa è una lista delle consorti dei sovrani del regno di León.

## Regine consorti di León
Casa di Alfonso
| Immagine        | Nome                          | Padre                            | Nascita | Matrimonio                       | Divenne consorte                 | Cessò di essere consorte | Morte                              | Consorte    |
| --------------- | ----------------------------- | -------------------------------- | ------- | -------------------------------- | -------------------------------- | ------------------------ | ---------------------------------- | ----------- |
|                 | Muniadona                     |                                  |         | 847                              | 1 gennaio 850                    | 27 maggio 866            |                                    | Ordoño I    |
|                 | Jimena di Pamplona            | García I Íñiguez                 | 848     | 869/870                          | 869/870                          | 20 dicembre 910          | 912                                | Alfonso III |
|                 | Muniadona Nuñez               | Nuño Fernández de Amaia          |         | 910                              | 20 dicembre 910                  | 19 gennaio 914           |                                    | García I    |
|                 | Elvira Menéndez               | Hermenegildo Gutiérrez           | 864-875 | 890-900                          | 19 gennaio 914                   | 8 settembre/ottobre 921  | 8 settembre/ottobre 921            | Ordoño II   |
|                 | Aragonta Gonzalez             | Count Gonzalo Betotez            |         | 922                              | 922                              | 923                      | 956                                | Ordoño II   |
|                 | Sancha Sánchez di Navarra     | Sancho I Garcés di Navarra       | 900     | 923                              | 923                              | 924                      | 9 giugno 952 o 26 dicembre 955/959 | Ordoño II   |
|                 | Urraca bint Qasi              | 'Abd Allah ibn Muhammad ibn Qasi |         | 913/917                          | 924                              | 925                      |                                    | Fruela II   |
|                 | Onneca Sánchez di Navarra     | Sancho I Garcés di Navarra       |         | 923                              | 925                              | 931                      | 931                                | Alfonso IV  |
|                 | Urraca Sánchez di Navarra     | Sancho III Garcés di Navarra     | 915     | 932-934                          | 932-934                          | 951                      | 23 giugno 956                      | Ramiro II   |
|                 | Urraca Fernández di Castiglia | Fernán González di Castiglia     | 920/935 | 944/951                          | 951                              | 956                      | 1007                               | Ordoño III  |
| 18 novembre 958 | 18 novembre 958               | Fernán González di Castiglia     | 920/935 | 960                              | Ordoño IV                        |                          | 1007                               |             |
|                 | Teresa Ansúrez                | Ansur Fernández                  |         | 26 aprile 960                    | 26 aprile 960                    | 966                      | 997                                | Sancho I    |
|                 | Sancha Gómez di Saldaña       | Gómez Diaz                       |         | 979                              | 979                              | 983                      | 983                                | Ramiro III  |
|                 | Velasquita Ramírez            | Ramiro Menéndez                  |         | 29 settembre 985                 | 29 settembre 985                 | 24 dicembre 988          | 1030                               | Bermudo II  |
|                 | Elvira di Castiglia           | García Fernández                 | 965     | 991                              | 991                              | 999                      | 1017                               | Bermudo II  |
|                 | Elvira Menéndez               | Menendo González                 | 996     | 1010–1015                        | 1010–1015                        | 20 dicembre 1022         | 20 dicembre 1022                   | Alfonso V   |
|                 | Urraca Garcés di Pamplona     | García II Sánchez di Navarra     |         | 1023                             | 1023                             | 7 agosto 1028            | 6 agosto 1041                      | Alfonso V   |
|                 | Jimena Sánchez di Navarra     | Sancho III Garcés di Navarra     |         | 23 gennaio 1034/17 febbraio 1035 | 23 gennaio 1034/17 febbraio 1035 | 4 settembre 1037         | 23 dicembre 1062                   | Bermudo III |

Casa di Jiménez
| Immagine | Nome                 | Padre                       | Nascita       | Matrimonio         | Divenne consorte           | Cessò di essere consorte | Morte            | Consorte    |
| -------- | -------------------- | --------------------------- | ------------- | ------------------ | -------------------------- | ------------------------ | ---------------- | ----------- |
|          | Sancha I di León     | Alfonso V di León           | 1013          | 1032               | 4 settembre 1037           | 24 giugno 1065           | 27 novembre 1067 | Ferdinand I |
|          | Agnese di Aquitania  | Guglielmo VIII di Aquitania | 1052          | 1074               | 1074                       |                          | 1078             | Alfonso VI  |
|          | Alberta              |                             |               | 1070/26 marzo 1071 | 12 gennaio 1072            | 7 ottobre 1072           |                  | Sancho II   |
|          | Agnese di Aquitania  | Guglielmo VIII di Aquitania | 1052          | 1074               | 1072 husband's restoration | 22 maggio 1077           | 1097             | Alfonso VI  |
|          | Costanza di Borgogna | Roberto I di Borgogna       | 8 maggio 1045 | 1079               | 1079                       | 1093                     | 1093             | Alfonso VI  |
|          | Berta                |                             |               | 1094/1095          | 1094/1095                  | 1099/1100                | 1099/1100        | Alfonso VI  |
|          | Isabella             |                             |               | 1100               | 1100                       | 1107                     | 1107             | Alfonso VI  |
|          | Beatrice             |                             |               | 1108               | 1108                       | 1 luglio 1109            | 1110             | Alfonso VI  |
|          | Alfonso I d'Aragona  | Sancho Ramírez              | 1073/1074     | 1109               | 1109                       | 1115                     | 7 settembre 1134 | Urraca      |

Casa di Borgogna
| Immagine | Nome                      | Padre                                   | Nascita         | Matrimonio               | Divenne consorte         | Cessò di essere consorte | Morte                    | Consorte       |
| -------- | ------------------------- | --------------------------------------- | --------------- | ------------------------ | ------------------------ | ------------------------ | ------------------------ | -------------- |
|          | Berenguela di Barcellona  | Ramon Berenguer III, Conte di Barcelona | 1116            | 1128                     | 1128                     | 15/31 gennaio 1149       | 15/31 gennaio 1149       | Alfonso VII    |
|          | Richenza di Polonia       | Ladislao II l'Esiliato                  | 1140            | 1152                     | 1152                     | 21 agosto 1157           | 16 giugno 1185           | Alfonso VII    |
|          | Urraca del Portogallo     | Alfonso I del Portogallo                | 1151            | 1165                     | 1165                     | 1175                     | 16 ottobre 1188          | Ferdinando II  |
|          | Teresa Fernández de Traba | Fernando Pérez de Traba                 |                 | 7 ottobre 1178           | 7 ottobre 1178           | 7 febbraio 1180          | 7 febbraio 1180          | Ferdinando II  |
|          | Urraca López de Haro      | Lope Díaz de Haro                       | 1160            | 1185/1187                | 1185/1187                | 22 gennaio 1188          | 1230                     | Ferdinando II  |
|          | Teresa del Portogallo     | Sancho I del Portogallo                 | 1176/1181       | 15 febbraio 1191         | 15 febbraio 1191         | 1194/8                   | 17/18 giugno 1250        | Alfonso IX     |
|          | Berengaria di Castiglia   | Alfonso VIII di Castiglia               | 1 giugno 1180   | 17 dicembre 1197         | 17 dicembre 1197         | 1204                     | 8 novembre 1246          | Alfonso IX     |
|          | Beatrice di Svevia        | Filippo di Svevia                       | 1205            | 30 novembre 1219         | 30 novembre 1219         | 5 novembre 1235          | 5 novembre 1235          | Ferdinando III |
|          | Giovanna di Dammartin     | Simone di Dammartin                     | 1220            | 1237                     | 1237                     | 30 maggio 1252           | 16 marzo 1279            | Ferdinando III |
|          | Violante d'Aragona        | Giacomo I d'Aragona                     | 1236            | 26 dicembre 1246         | 30 maggio 1252           | 4 aprile 1284            | 1301                     | Alfonso X      |
|          | Maria di Molina           | Alfonso di Molina                       | 1264/1265       | 1281/1282                | 4 aprile 1284            | 25 aprile 1295           | 1 luglio 1321            | Sancho IV      |
|          | Costanza del Portogallo   | Dinis del Portogallo                    | 3 gennaio 1290  | 23 gennaio 1302          | 23 gennaio 1302          | 7 settembre 1312         | 18 novembre 1313         | Ferdinando IV  |
|          | Costanza Manuel           | Don Juan Manuel                         | 1315–1323       | 28 novembre 1325         | 28 novembre 1325         | 1327/1328                | 13 novembre 1345         | Alfonso XI     |
|          | Maria del Portogallo      | Alfonso IV del Portogallo               | 9 febbraio 1313 | 24 giugno/settembre 1328 | 24 giugno/settembre 1328 | 26/27 marzo 1350         | 18 gennaio 1357          | Alfonso XI     |
|          | Bianca di Borbone         | Pietro I di Borbone                     | 1339            | 3 luglio 1353            | 3 luglio 1353            | 14 maggio/31 luglio 1361 | 14 maggio/31 luglio 1361 | Pietro         |

Casa di Trastámara
| Immagine | Nome                    | Padre                                      | Nascita         | Matrimonio           | Divenne consorte     | Cessò di essere consorte | Morte            | Consorte    |
| -------- | ----------------------- | ------------------------------------------ | --------------- | -------------------- | -------------------- | ------------------------ | ---------------- | ----------- |
|          | Giovanna Manuele        | Don Juan Manuel                            | 1339            | 27 luglio 1350       | 23 marzo 1369        | 29 maggio 1379           | 27 marzo 1381    | Enrico II   |
|          | Eleonora d'Aragona      | Pietro IV d'Aragona                        | 20 gennaio 1358 | 18 giugno 1375       | 29 maggio 1379       | 13 agosto 1382           | 13 agosto 1382   | Giovanni I  |
|          | Beatrice del Portogallo | Ferdinando I del Portogallo                | 9 dicembre 1372 | 17 maggio 1383       | 17 maggio 1383       | 9 ottobre 1390           | 8 marzo 1408     | Giovanni I  |
|          | Caterina di Lancaster   | Giovanni Plantageneto, I duca di Lancaster | 31 marzo 1373   | 17 settembre 1388    | 9 ottobre 1390       | 25 dicembre 1406         | 2 giugno 1418    | Enrico III  |
|          | Maria d'Aragona         | Ferdinando I d'Aragona                     | 1396            | 1418 o 4 agosto 1420 | 1418 o 4 agosto 1420 | 18 febbraio 1445         | 18 febbraio 1445 | Giovanni II |
|          | Isabella d'Aviz         | Giovanni del Portogallo                    | 1428            | 22 luglio 1447       | 22 luglio 1447       | 20 luglio 1454           | 15 agosto 1496   | Giovanni II |
|          | Giovanna d'Aviz         | Edoardo del Portogallo                     | 20 marzo 1439   | 21 maggio 1455       | 21 maggio 1455       | 11 dicembre 1474         | 12 dicembre 1475 | Enrico IV   |

Ferdinando II d'Aragona, marito della regina Isabella di Castiglia e León, e Filippo I d'Asburgo, marito della regina Giovanna di Castiglia e León, furono re della Corona di Castiglia-León.
Casa d'Asburgo
| Immagine | Nome                    | Padre                    | Nascita         | Matrimonio    | Divenne consorte | Cessò di essere consorte | Morte         | Consorte |
| -------- | ----------------------- | ------------------------ | --------------- | ------------- | ---------------- | ------------------------ | ------------- | -------- |
|          | Isabella del Portogallo | Manuele I del Portogallo | 24 ottobre 1503 | 11 marzo 1526 | 11 marzo 1526    | 1 maggio 1539            | 1 maggio 1539 | Carlo I  |

Nel 1556, l'unione dei regni spagnoli è generalmente chiamata Spagna e Maria I d'Inghilterra (consorte del re Filippo II) è la prima regina consorte della Spagna.